# غونما (محافظة)
محافظة غونما (باليابانية: 群馬県) هي إحدى محافظات اليابان السبعة والأربعين. تقع في منطقة كانتو في جزيرة هونشو وعاصمتها مدينة مياباشي.

## جغرافيا
تعتبر محافظة غونما أحد ثماني محافظات محصورة في الداخل دون إطلالة على البحر في اليابان، حيث تقع في أقصى شمال منطقة كانتو، ويتركز معظم السكان في منتصف وجنوب المحافظة حيث يكثر الجبال في شمالها. يحدها من الشمال محافظة نييغاتا ومحافظة فوكوشيما، ومن الشرق محافظة توتشيغي، ومن الغرب محافظة ناغانو، ومن الجنوب محافظة سايتاما. من أشهر الجبال في المحافظة هو جبل أكاغي، وجبل هارونا.

### المدن
هناك 12 مدينة في محافظة غونما :
| - أناناكا - فوجيوكا - إيسه-ساكي - كيريو - مايه-باشي (العاصمة) - ميدوري | - نوماتا - أوتا - شيبوكاوا - تاكاساكي - تاته-باشي - توميوكا |

## توأمة
لغونما (محافظة) اتفاقيات توأمة مع:
- ساو باولو

## أعلام
- ماناب كوماتسوبرا
- كين إيواسي
- ماكوتو يونيكورا
- تاكيهيتو شيجيهارا
- سوتا كاساهارا

## وصلات خارجية
- الموقع الرسمي لمحافظة غونما